# Johannes Cornago
Johannes Cornago (vers 1450-1475) est un compositeur espagnol de la Renaissance

## Carrière
Il est principalement actif à la cour d'Espagne, à Naples.

## Œuvres
Sa musique, composée dans les deux premiers tiers du XVIe siècle, est conservée en Espagne. 
Sa Missa Mapa Mundi est la première messe espagnole à utiliser une chanson profane comme thème. On citera toutefois la Missa Se la face ay pale de Guillaume Dufay dans le même genre. Cette messe affiche une unité d'expression et de direction, ainsi qu'une ligne de basse, ce qui la place, avec les messes de Johannes Ockeghem, comme l'un des meilleurs exemples du genre.
Parmi ses œuvres conservées, on compte également plusieurs chants.